# NUTS de Bulgaria
La Nomenclatura de las Unidades Territoriales Estadísticas (NUTS) de Bulgaria es una división administrativa de Bulgaria usada para fines estadísticos a nivel de la Unión Europea. La Oficina Europea de Estadística (Eurostat) creó las NUTS para dar uniformidad a las estadísticas regionales europeas; son utilizadas, entre otras cosas, para la redistribución regional de los fondos estructurales de la UE. 
Los códigos NUTS de Bulgaria se dividen en tres niveles:
1. Subdivisión en regiones económicas.
2. Subdivisión en regiones de planeamiento.
3. Subdivisión coincidente con las provincias.

| NUTS 1                              | Código | NUTS 2                            | Código | NUTS 3         | Código |
| Bulgaria septentrional y oriental   | BG3    | Severozapaden (Noroeste)          | BG31   | Vidin          | BG311  |
| Bulgaria septentrional y oriental   | BG3    | Severozapaden (Noroeste)          | BG31   | Montana        | BG312  |
| Bulgaria septentrional y oriental   | BG3    | Severozapaden (Noroeste)          | BG31   | Vratsa         | BG313  |
| Bulgaria septentrional y oriental   | BG3    | Severozapaden (Noroeste)          | BG31   | Pleven         | BG314  |
| Bulgaria septentrional y oriental   | BG3    | Severozapaden (Noroeste)          | BG31   | Lovech         | BG315  |
| Bulgaria septentrional y oriental   | BG3    | Severen tsentralen (Centro-norte) | BG32   | Veliko Tarnovo | BG321  |
| Bulgaria septentrional y oriental   | BG3    | Severen tsentralen (Centro-norte) | BG32   | Gabrovo        | BG322  |
| Bulgaria septentrional y oriental   | BG3    | Severen tsentralen (Centro-norte) | BG32   | Ruse           | BG323  |
| Bulgaria septentrional y oriental   | BG3    | Severen tsentralen (Centro-norte) | BG32   | Razgrad        | BG324  |
| Bulgaria septentrional y oriental   | BG3    | Severen tsentralen (Centro-norte) | BG32   | Silistra       | BG325  |
| Bulgaria septentrional y oriental   | BG3    | Severoiztochen (Noreste)          | BG33   | Varna          | BG331  |
| Bulgaria septentrional y oriental   | BG3    | Severoiztochen (Noreste)          | BG33   | Dobrich        | BG332  |
| Bulgaria septentrional y oriental   | BG3    | Severoiztochen (Noreste)          | BG33   | Shumen         | BG333  |
| Bulgaria septentrional y oriental   | BG3    | Severoiztochen (Noreste)          | BG33   | Targovishte    | BG334  |
| Bulgaria septentrional y oriental   | BG3    | Yugoiztochen (Sudeste)            | BG34   | Burgas         | BG341  |
| Bulgaria septentrional y oriental   | BG3    | Yugoiztochen (Sudeste)            | BG34   | Sliven         | BG342  |
| Bulgaria septentrional y oriental   | BG3    | Yugoiztochen (Sudeste)            | BG34   | Yambol         | BG343  |
| Bulgaria septentrional y oriental   | BG3    | Yugoiztochen (Sudeste)            | BG34   | Stara Zagora   | BG344  |
| Bulgaria suroccidental y centro-sur | BG4    | Yugozapaden (Suroeste)            | BG41   | Sofia (Ciudad) | BG411  |
| Bulgaria suroccidental y centro-sur | BG4    | Yugozapaden (Suroeste)            | BG41   | Sofía          | BG412  |
| Bulgaria suroccidental y centro-sur | BG4    | Yugozapaden (Suroeste)            | BG41   | Blagoevgrad    | BG413  |
| Bulgaria suroccidental y centro-sur | BG4    | Yugozapaden (Suroeste)            | BG41   | Pernik         | BG414  |
| Bulgaria suroccidental y centro-sur | BG4    | Yugozapaden (Suroeste)            | BG41   | Kyustendil     | BG415  |
| Bulgaria suroccidental y centro-sur | BG4    | Yuzhen tsentralen (Centro-sur)    | BG42   | Plovdiv        | BG421  |
| Bulgaria suroccidental y centro-sur | BG4    | Yuzhen tsentralen (Centro-sur)    | BG42   | Haskovo        | BG422  |
| Bulgaria suroccidental y centro-sur | BG4    | Yuzhen tsentralen (Centro-sur)    | BG42   | Pazardzhik     | BG423  |
| Bulgaria suroccidental y centro-sur | BG4    | Yuzhen tsentralen (Centro-sur)    | BG42   | Smolyan        | BG424  |
| Bulgaria suroccidental y centro-sur | BG4    | Yuzhen tsentralen (Centro-sur)    | BG42   | Kardzhali      | BG425  |
| ----------------------------------- | ------ | --------------------------------- | ------ | -------------- | ------ |